# Discipline 27/II
Discipline 27/II ist ein Jazzalbum von Sun Ra and His Astro Intergalactic Infinity Arkestra. Die im Oktober 1972 in den Streeterville Studios in Chicago entstandenen Aufnahmen erschienen 1973 auf Saturn. Von den Originalbändern remastert wurden die Aufnahmen im März 2017 auf dem Label Strut wiederveröffentlicht.

## Hintergrund
Die Aufnahmen zu Discipline 27-II entstanden in der kurzen Phase der Zusammenarbeit von Sun Ra mit dem Label Impulse! Records und dessen damaligen Produzenten Ed Michel. Daran beteiligte sich die größte Arkestra-Besetzung, die Sun Ra jemals in einer Studio-Session aufgenommen hatte.
Diese Aufnahmesessions brachten zwei Alben hervor, zum einen das gefeierte Space Is the Place (Blue Thumb), zum anderen Discipline 27-11, „das sein ziemlich mysteriöser okkulter Zwilling bleiben sollte“, hieß es in der Liner Notes der Neuausgabe von 2017. Das ABC/Impulse-Label lehnte eine Veröffentlichung ab, worauf die Aufnahmen auf Sun Ras eigenen Label Saturn Records erschienen.
In Sun Ra and His Astro Intergalactic Infinity Arkestra spielten Akh Tal Ebah (Trompete, Flügelhorn), Lamont McClamb (Trompete, Perkussion; alias Kwame Hadi), Marshall Allen (Altsaxophon, Flöte, Perkussion), Danny Davis (Altsaxophon, Flöte, Alt-Klarinette), Larry Northington (Altsaxophon, Perckussion, Congas), John Gilmore (Tenorsaxophon, Schlagzeug, Stimme), Pat Patrick (Tenor- und Baritonsaxopn, E-Bass), Danny Ray Thompson (Baritonsaxophon, Flöte, Perkussion), Eloe Omoe (Bassklarinette, Flöte, Perkussion), Sun Ra (Piano, Orgel, Synthesizer, Gesang), Lex Humphries, Alzo Wright (Schlagzeug, Perkussion), Robert Underwood (Schlagzeug), Harry Richards, Stanley Morgan (Perkussion; alias Atakatune), Russell Branch (Perkussion), außerdem June Tyson, Ruth Wright, Cheryl Banks und Judith Holton (Gesang).

## Titelliste
- Sun Ra and His Astro Intergalactic Infinity Arkestra: Discipline 27/II (Saturn LP 538)[1]

1. Pan Afro 7:52
2. Discipline 8 7:49
3. Neptune 5:42
4. Discipline 27 (Parts 1-4) 24:06

Die Kompositionen stammen von Sun Ra.

## Rezeption
Sean Westergaard verlieh dem Album in Allmusic vier Sterne und schrieb, Discipline 27-II sei definitiv aus dem gleichen Holz geschnitzt wie Space Is the Place; so sei das Titelstück eine lange Gesangsnummer, genau wie „Space Is the Place“, vermutlich als ein langes Stück aufgenommen, obwohl die Melodie selbst in drei Abschnitte unterteilt sei (möglicherweise als Vorbereitung für gekürzte Radiobearbeitungen). Das Album würde auch ein Stück aus der Reihe instrumentalen „Discipline“-Titel erhalten (Ra komponierte und nahm viele „Discipline“-Stücke in den 1970er-Jahren auf); dieses Mal war es „Disziplin 8“. „Neptune“ sei ein weiterer großartiger Weltraumgesang („Haben Sie das Neueste von Neptun gehört?“), aber der herausragende Track sei „Pan Afro“, eine großartige Bläser-Session, die auf Ras charakteristische ineinandergreifende Bläser-Riffs aufbaue. Es lohne sich, Discipline 27-II aufzuspüren, besonders für diejenigen, die Space Is the Place mögen.
Sean Kitching schrieb in The Quietus, Disclipine 27/II sei seinem berühmteren Zwilling Space Is the Place mit Abstand ebenbürtig. Der Opener „Pan Afro“ setze den hohen Ton für die folgenden Melodien. Ein eingängiger Zyklus ineinandergreifender Bläserriffs weiche einem glorreichen Saxophonspiel John Gilmores, das mit Ras subtiler, aber treibender Pianofigur verwoben sei. „Discipline 8“ klinge etwas finsterer und atonaler, während sich der längste Track, „Discipline 27-II“, über 24 Minuten erstrecke und großzügig mit June Tysons und Sun Ra’s Ruf- und Antwortgesängen gewürzt sei. „Neptun“ mit seinem ansteckenden Gesang („Haben Sie die neuesten Nachrichten von Neptun gehört, Neptun?“) und weichem, aber extrem groovigem Bariton-Saxophon sei jedoch das eigentliche Highlight des Albums.